# Charles Derriey
Jacques Charles Derriey (* 17. August 1808 in Moissey, Département Jura; † 12. Februar 1877 in Paris) war ein französischer Stempelschneider, Typograf, Buchdrucker und Schriftgießer.

## Leben
Derriey war das zweite von zwölf Kindern von Claude Joseph Derriey (1778–1864) und dessen Frau Françoise (geborene Pitot-Belin; 1781–1823). Er hatte sieben Brüder und vier Schwestern. Bereits in jungen Jahren wurde er von der Schule genommen und als Lehrjunge in die Setzerei von Gauthiers Druckerei in Besançon geschickt. Er nutzte seine Freizeit, um sich nützliche Kenntnisse anzueignen und zeichnete nach Feierabend in seinem Zimmer oder schnitt er mit seinem Taschenmesser Entwürfe für Theaterplakate. Schon während der Ausbildung zeigte sich seine Leidenschaft für elegante Typografie. Er musste im Alter von 18 Jahren das Offizin Gauthier verlassen, in dem er den Beruf des Buchdruckers erlernt und sich auch mit graphischer Kunst beschäftigt hatte, denn das schwindenden Vermögen seiner Familie hatte diese bewogen nach Paris umziehen. Hier trat in die von Jules Didot geleitete Buchdruckerei von Pierre Didot dem Älteren ein. Er arbeitete als Setzer, Drucker, Stereotypeur und als Schriftgießer. Dabei zeigte sich seine Begabung für das Erlernen eines neuen Handwerks. Mit 27 Jahren hatte er sich systematisch die schwierige Kunst des Holzstichs angeeignet. Nebenbei vervollkommnete er seine Fähigkeiten im Zeichnen und in der Mathematik. Jules Didot betraute ihn mit dem Stanzen von Stempeln und schon bald konnte er mit seinen Leistungen mit den Meistern dieses Metiers konkurrieren.
Anschließend machte er sich gemeinsam mit dem Stereotypisten Bedaux selbständig. Derriey eröffnete eine kleine Gießerei in der Rue Monsieur-le-Prince und fertigte Stereotypien an. 1839 kam ein kleines Büro für Gravur und Schriftgießerei hinzu. Er stellte Vignetten und verzierte Schriften und fantasievolle Einfassungen her und verstand es die Wirkung von Licht und Schatten effektvoll wirken zu lassen. Derriey erfand neue Muster, Kombinationen und zahlreiche Verbesserungen auf dem Gebiete des Gießmaschinenwesens und zur Erleichterung des tabellarischen und Akzidenzsatzes. Das Geschäft florierte und er ließ sich dauerhaft in der Rue Notre-Dame-des-Champs Nr. 12 nieder. Außerdem entwickelte und baute er in seiner Werkstatt eigene Maschinen, wie etwa seine Gieß- und Linieninstrumente, eine Rotationspresse, eine Nummeriermaschine für Banknoten, die er 1867 auf der Weltausstellung in Paris vorstellte, und ein Musiknotentypensystem.
1862 veröffentlichte er ein Specimenalbum.
Seine Entwürfe und die seiner Schüler waren derart erfolgreich, dass sie bald von anderen kopiert wurden. In einer Ansprache protestierte er entschieden dagegen und brachte seine Empörung darüber zum Ausdruck, dass die Arbeiten eines wahrhaft ehrlichen Mannes durch dieses schändliche System der Piraterie, den Interessen der Buchdruckerkunst viel Schaden zuzufügen drohte. Die Ansprache wurde unter dem Titel Notice sur les Produits Typographiques de Charles Derriey, Graveur, Fondeur, et Me’canicien. Exposition Universelle de 1855 auch veröffentlicht.
Derriey hat die Buchdruckerei mit einer außerordentlichen Anzahl künstlerisch vollendeter Einfassungen und Verzierungen sowie mit zahlreichen Sortimenten von Zierschriften bereichert. Seine Gießerei ging nach seinem Tod mit allem Zubehör an A. Turlot. Zu den Mitarbeitern in seinem Atelier in Paris gehörten Sixte Albert und L. Moulinet. Das Journal für Buchdruckerkunst, Schriftgießerei und die verwandten Fächer bezeichnete Derriey, in Anlehnung an den Maler Raphael, als den Raphael der Graveure.
Sein Bruder Jean Joseph Jules Derriey (9. Oktober 1818 – 2. Juni 1884) war ein Maschinenmeister, der eine Zeitungsmaschine für rotierende Druckformen entwickelte.
Derriey war sein dem 17. Okctober 1833 mit Marie Joséphine (geborene Courillon; 1802–1867) verheiratet.

## Erfindungen (Auswahl)
Derriey entwickelte für die Bank von Frankreich eine Nummeriermaschine für Banknoten, die fünf Nummern gleichzeitig drucken konnte. Dabei benötigte sie keinen Einleger. Das Einlegen wurde mithilfe eines Aspirationsapparates bewerkstelligt. Die Banknoten wurden von einem Rahmen mit Sauglöchern einzeln aufgenommen, auf die Form gebracht und bedruckt. Anschließend wurde sie von einer zweiten Apparatur wieder aufgenommen und auf der entgegengesetzte Seite wieder in einer Büchse abgelegt. Die Banque de France kaufte ihm nicht nur drei seiner Maschinen ab, sondern zahlte zudem eine Prämie von 25.000 Franc.
Für seinen Notensatz benutzte Derriey ein System aus fünf ganzen Messinglinien, an deren die aus zwei Teilen bestehenden Notenköpfe an den oberen und unteren Seiten angesetzt wurden. Dabei waren die Notenköpfe so unterschnitten, dass sie an die Linie anschlossen. Dadurch wurden Lücken zwischen Note und Notenlinie vermieden.
Er erfand und produzierte die „Coupoir-Biseautier“ eine Maschine zum Schneiden von Linien, die er für aufwendige Verzierungen verwendete und eine Maschine zum Ausrichten von Matrizen und zum Gießen auf verschiedene Höhen und ähnliche Verbesserungen.

## Auszeichnungen (Auswahl)
- 1839: eine erste Medaille
- 1862: Goldene Medaille auf der Weltausstellung in London
- 1863: Erbnennung zum Ritter der Ehrenlegion
- 1867: Goldene Medaille auf der Weltausstellung in Paris eine Maschine zur Nummerierung von Kreditpapieren[8]
- 1876: zwei Medaillen 1. Klasse bei der Weltausstellung in Philadelphia[9]